# Districten van Noord-Cyprus

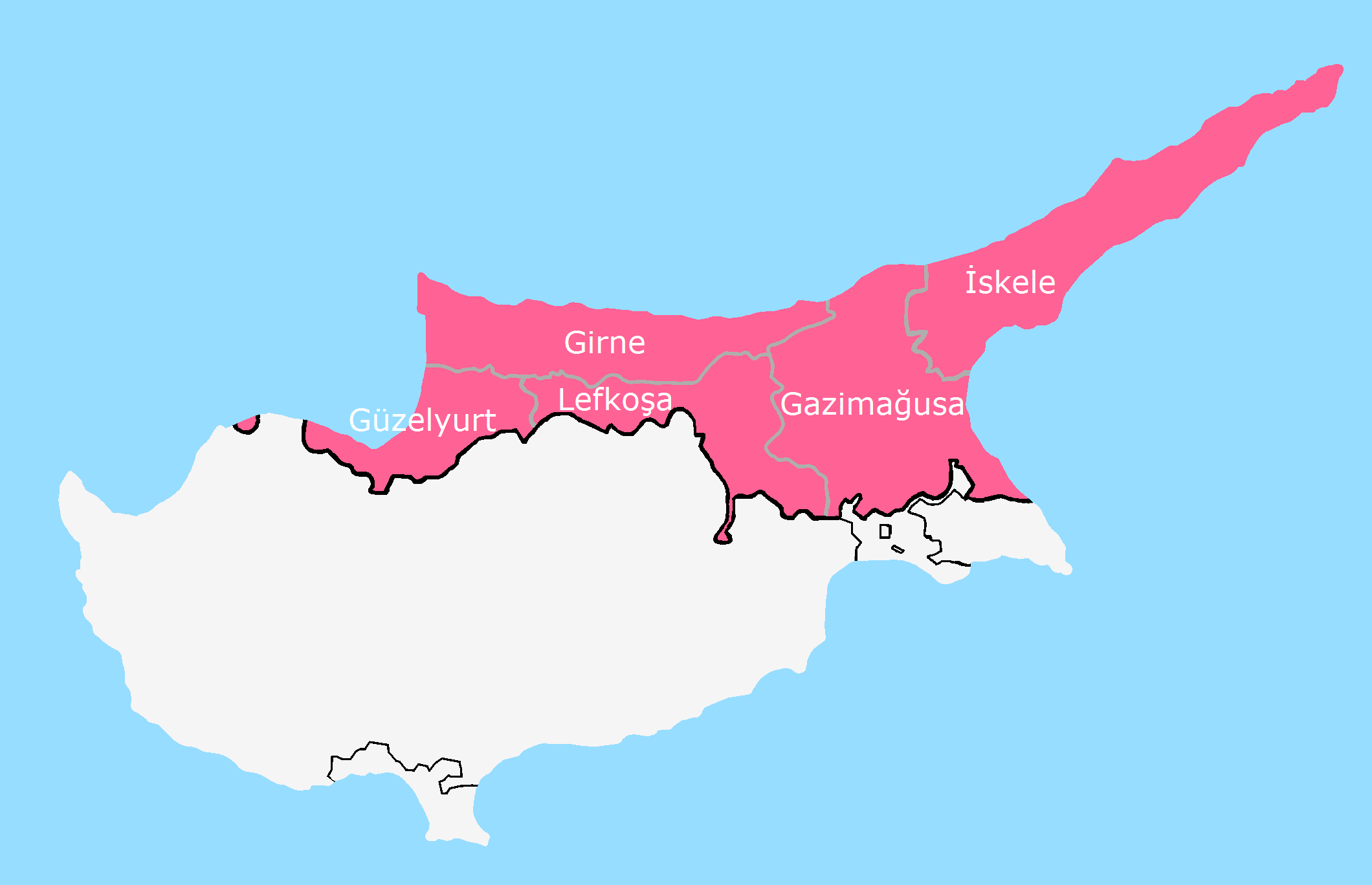
Kaart met de districten van Noord-Cyprus

De Turkse Republiek Noord-Cyprus is bestuurlijk ingedeeld in vijf districten (İlçe):
- Lefkoşa
- Gazimağusa
- Girne
- Güzelyurt
- İskele

De districten zijn verder verdeeld in gemeenten (Belediyesi, mv Belediyeler).